# كريس رايلي (لاعب غولف)
كريس رايلي (بالإنجليزية: Chris Riley)‏ هو لاعب غولف أمريكي، ولد في 8 ديسمبر 1973 في سان دييغو في الولايات المتحدة.

## وصلات خارجية
- كريس رايلي على موقع رابطة لاعبي الغولف المحترفين (الإنجليزية)
- كريس رايلي على موقع التصنيف العالمي الرسمي للغولف (الإنجليزية)